# Paltrockkvarn

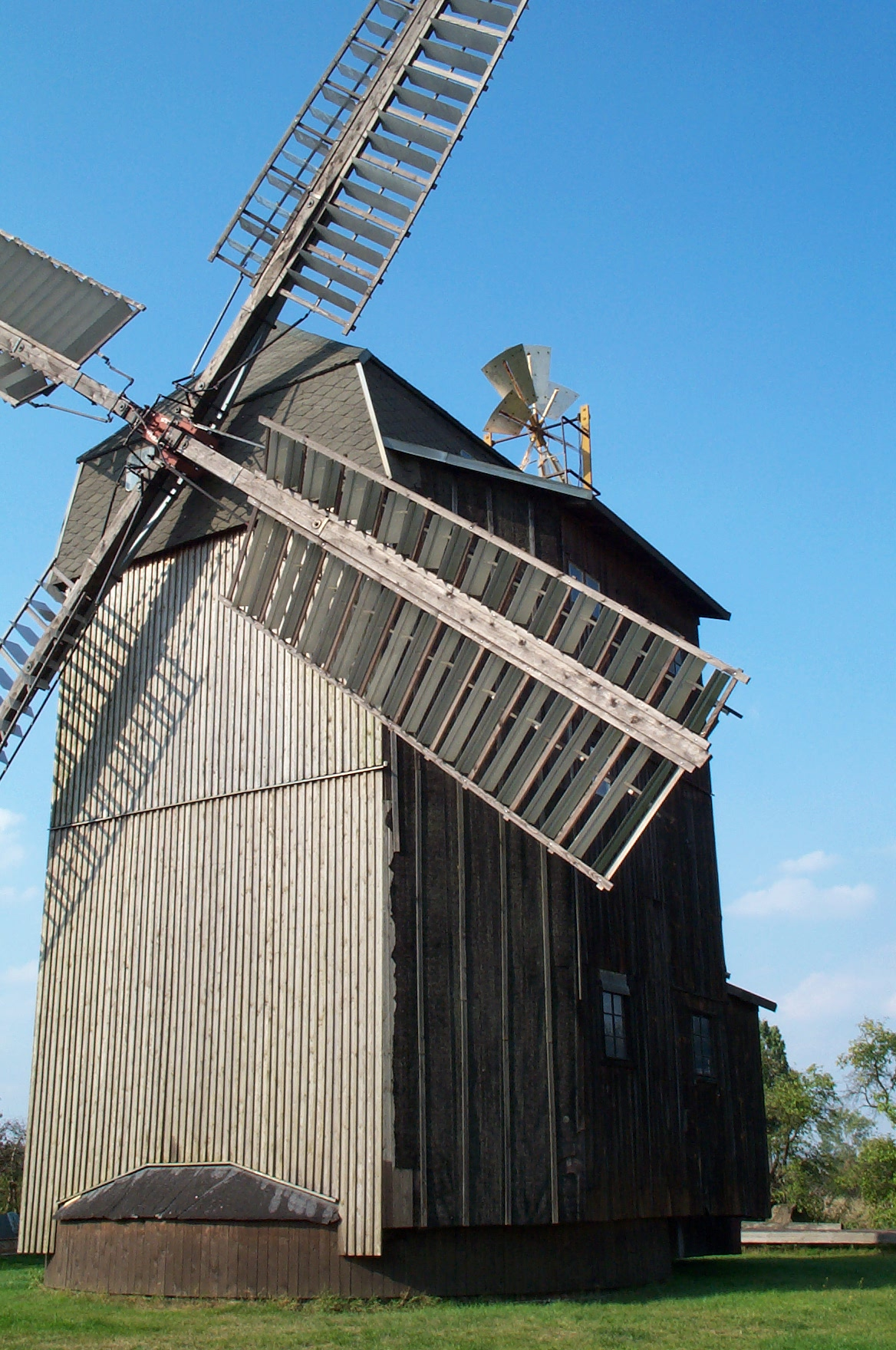
Paltrockkvarn Petkus

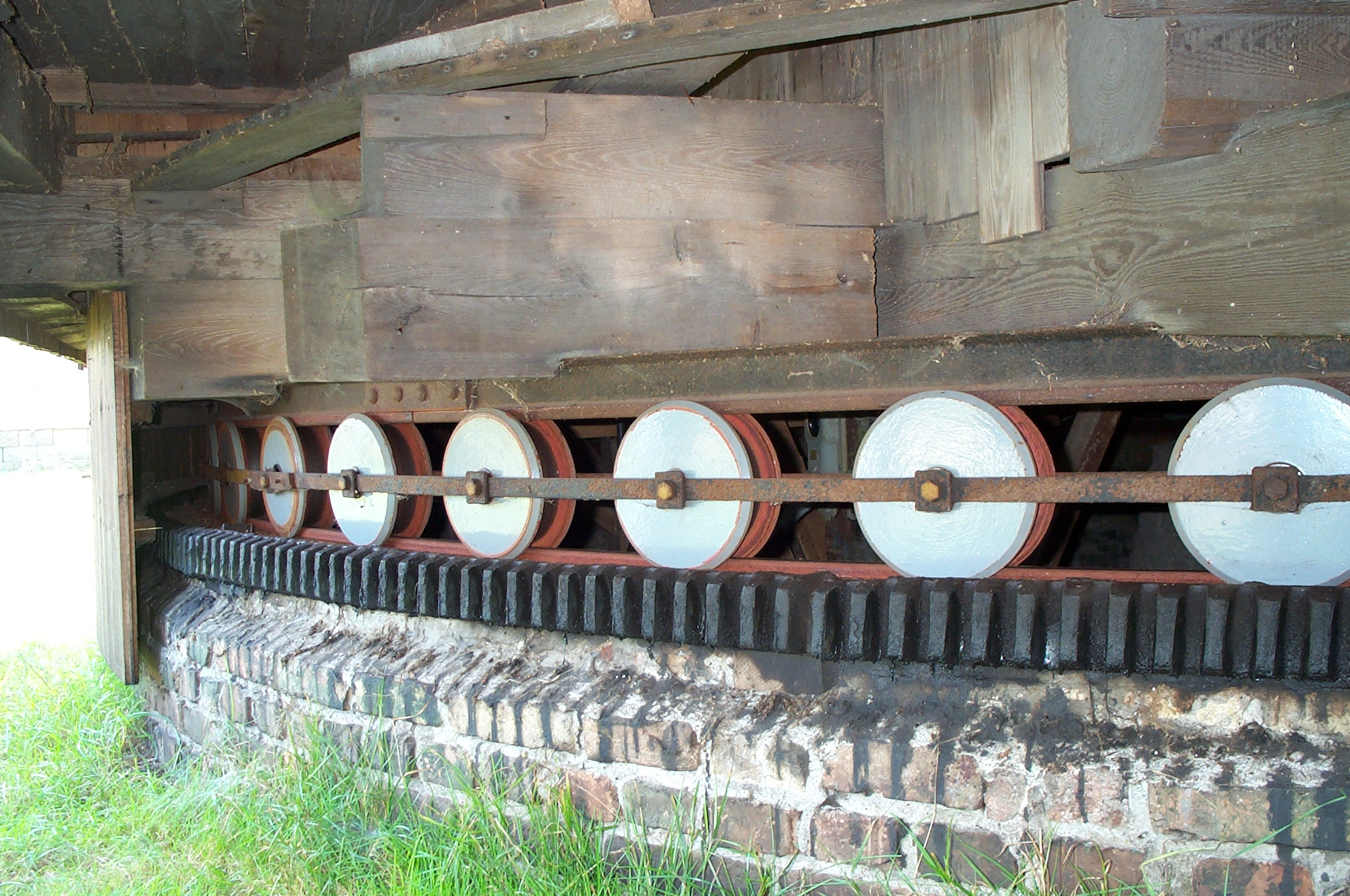
Paltrockkvarn Petkus - hjulkrans

En Paltrockkvarn är en mindre vanlig typ av väderkvarn, som liksom stubbkvarnen vrider hela kvarnbyggnaden efter aktuell vindriktning. Den avgörande skillnaden är att Paltrockkvarnen är hjullagrad på ett fundament som radikalt förstorar kvarnens stödyta, jämfört med en stubbkvarn där en mindre stödyta är placerad i kvarnens centrum. Genom denna konstruktion kan kvarnens storlek och tyngd ökas väsentligt för en högre effektivitet. 
Kvarnbyggnaden är axiellt lagrad på en ringformad krans med hjul, som löper längs det cirkulära fundamentets ytterradie, som medger att hela kvarnbyggnaden stabilt kan vridas emot vindögat. Själva vridningen kan ske genom manuell dragning eller genom att förse hjulkransen med en kuggkrans, som i sin tur automatiskt kan drivas med en vindrosett.

## Historia
Paltrockkvarnarna fick ett uppsving i början av 1900-talet och kom bland annat att användas relativt ofta i de tyska regionerna; östra Niedersachsen, Sachsen-Anhalt, Brandenburg, Mecklenburg och Pommern. Det finns dock flera exempel på denna kvarnprincip på andra håll också.
Flertalet av paltrockkvarnarna tillkom genom ombyggnad av tidigare stubbkvarnar på platsen, även om helt nya paltrockkvarnar också förekom. Ägare till befintliga stubbkvarnar såg dock ofta en ekonomisk fördel i att bygga om stubbkvarnen till en paltrockkvarn, snarare än att anlägga en ny holländarkvarn i motsvarande storlek.

## Konstruktion
Jämfört med en stubbkvarn var fördelen med paltrockkvarnens konstruktion att storleken och tyngden kunde ökas på grund av den ökade stödytans flerpunktlagring, vilket medförde en stabilare rörlig kvarnbyggnad samt att ett stationärt rum kunde erhållas innanför fundamentets perifera lagring. I vissa fall kunde totalytan utökas än mer, genom att sidoansluta ytterligare malningsutrustning i en mindre utbyggnad, som kan skymtas på den övre bilden. Genom tillkomsten av ett stabilt fundament kunde också denna förses med en kuggkrans som ofta kom att drivas genom vindrosetter, även om det fanns exempel på andra former av rotationsdrivning.

## Galleri

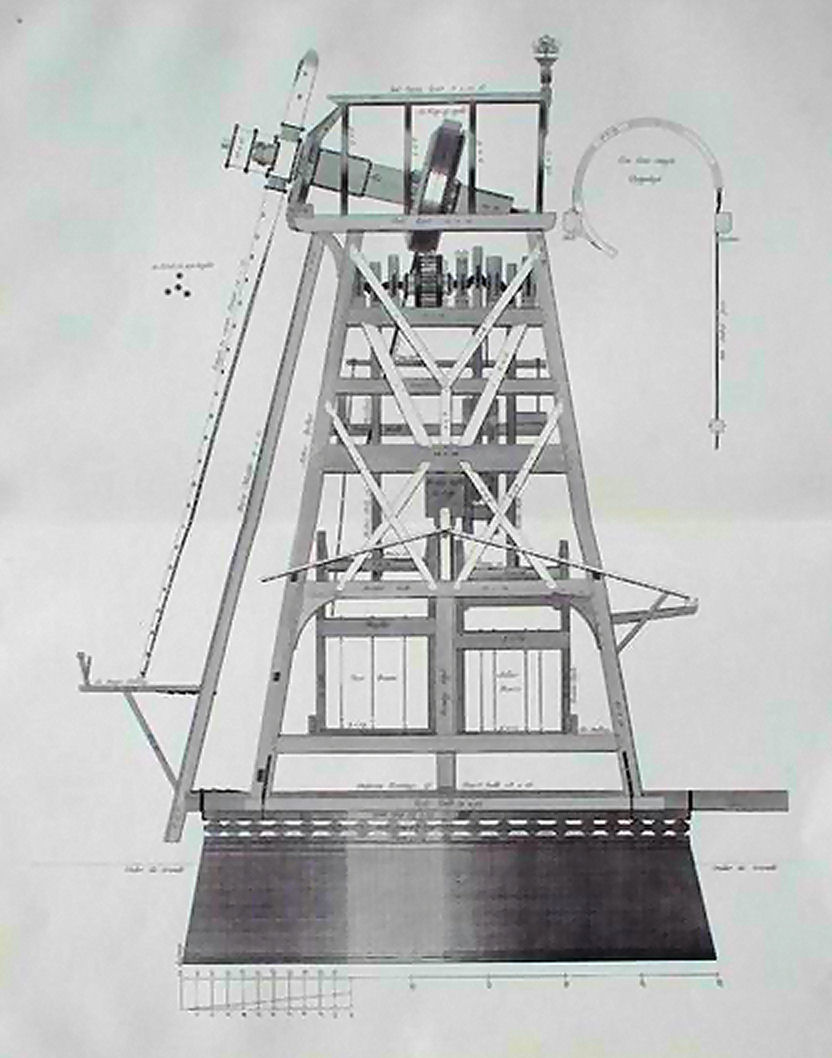
Principskiss
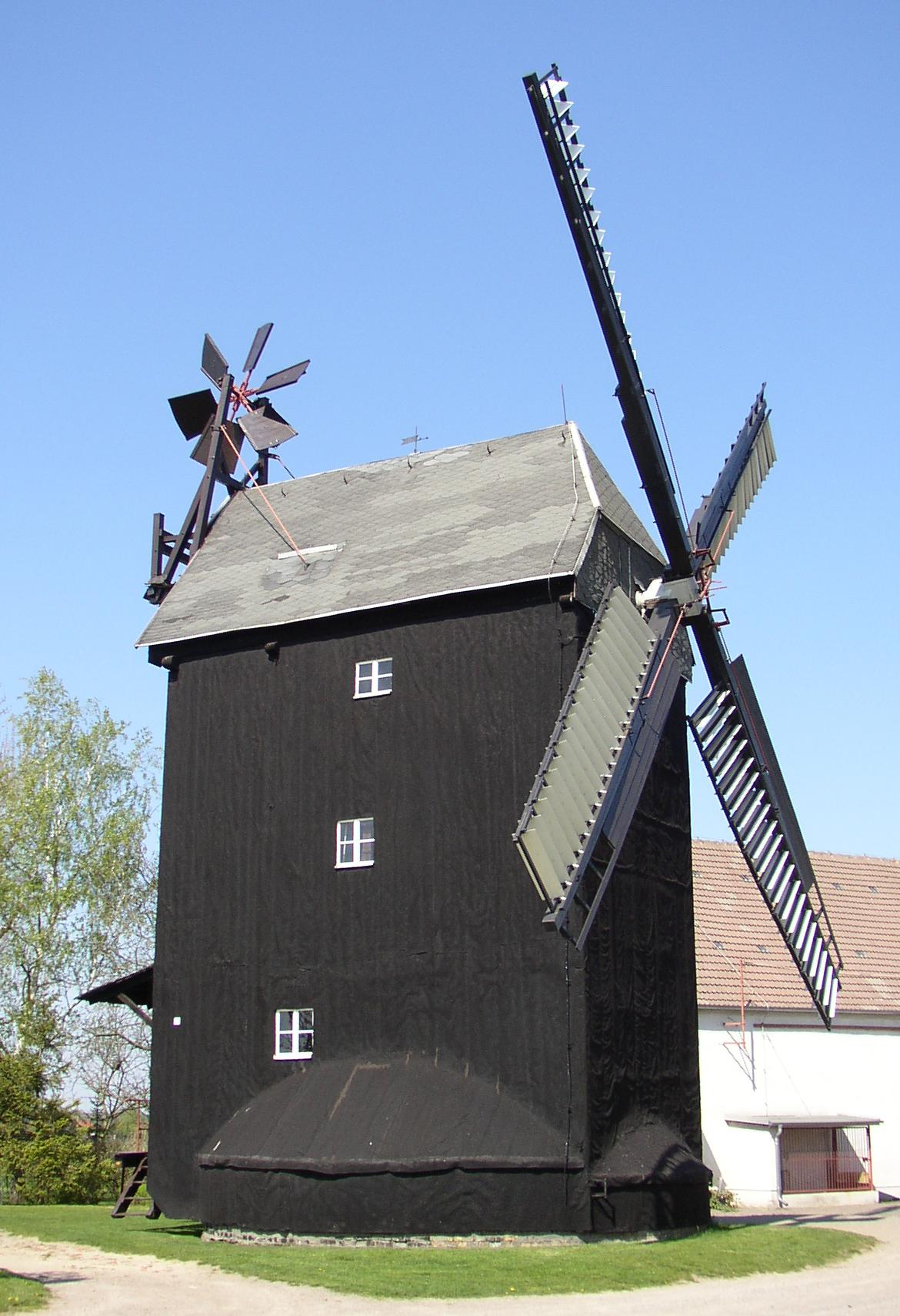
Ebbecke kvarn i Audenhain, Mockrehna, Sachsen
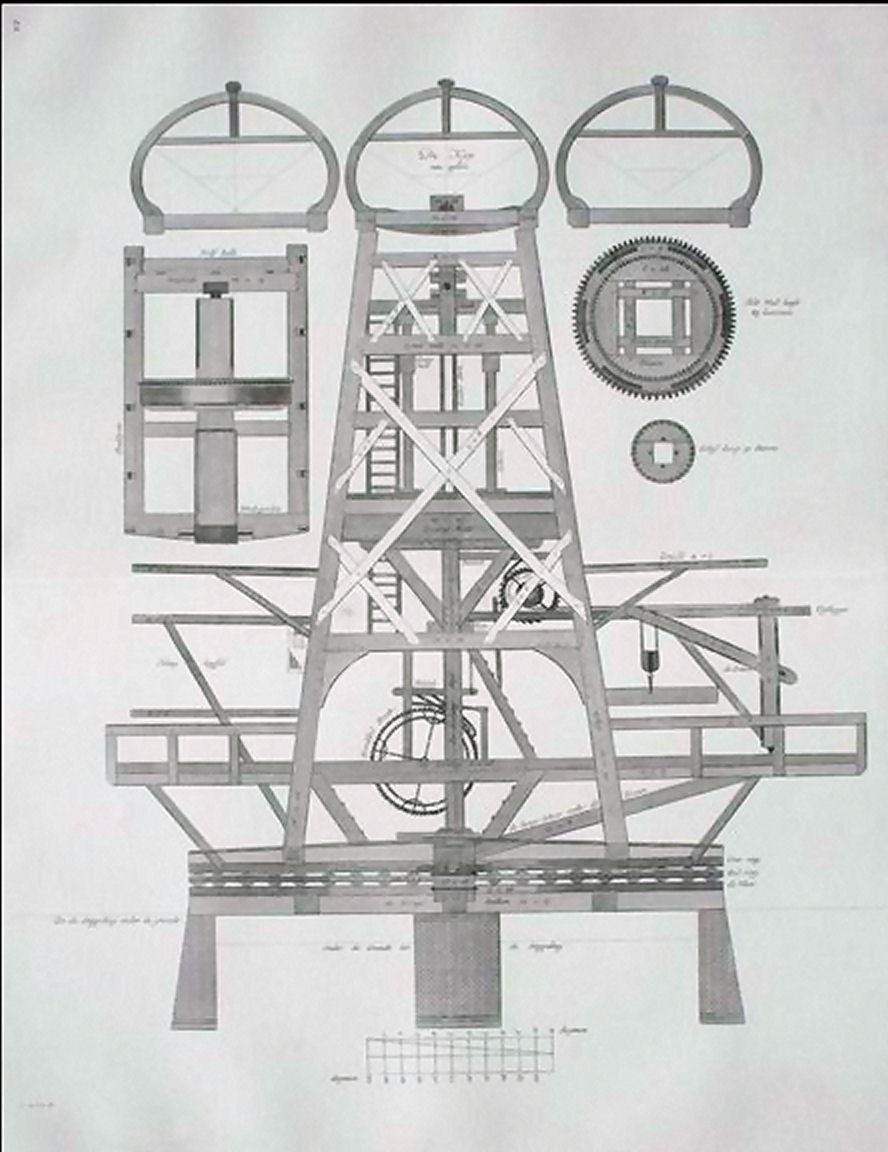
Holländarlik variant på Paltrock
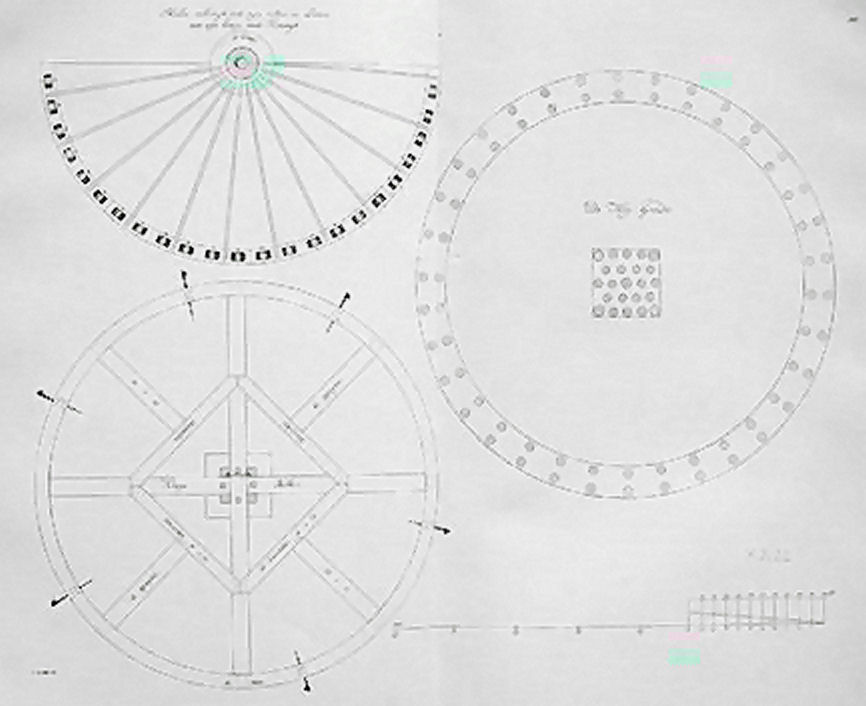
Layout hjullagring